# Ручное тестирование
Ручное тестирование (manual testing)  — часть процесса тестирования на этапе контроля качества в процессе разработки программного обеспечения. Оно производится тестировщиком без использования программных средств, для проверки программы или сайта путём моделирования действий пользователя. В роли тестировщиков могут выступать и обычные пользователи, сообщая разработчикам о найденных ошибках.